# PAS Janina
PAS Janina (gr. Π.Α.Σ. Γιάννινα), właśc. Panipeirotikos Athlitikos Syllogos Janina 1966 PAE (gr. Πανηπειρωτικός Αθλητικός Σύλλογος Γιάννινα 1966 Π.Α.Ε.)- grecki klub piłkarski grający obecnie w Superleague Ellada 2, mający siedzibę w mieście Janina, leżącym w Epirze.

## Historia
Klub został założony w 1966 roku w wyniku fuzji dwóch innych zespołów z miasta Janina Atromitosu i Averofu. W latach 70. i 80. w PAS Giannina występowało sześciu zawodników z Argentyny, ale mających greckie korzenie. Byli to: Oscar Marcelino Alvarez, Edouardo Rigani, Juan Montez, Jose Pasternac, Alfredo Glasman i Edouardo Lisa. W tym okresie PAS Giannina zajmował kilkukrotnie miejsca w górnej połówce tabeli pierwszej ligi, m.in. dwukrotnie kończąc sezon na 5. pozycji w tabeli. Od połowy lat 80. PAS Giannina grał w niższych ligach. Jedynie w 1990 roku na jeden sezon wywalczył awans do pierwszej ligi, ale potem do końca lat 90. ani razu nie zagrał w Alpha Ethniki. W 2000 roku ponownie awansował do pierwszej ligi by spaść z niej po roku i przegranych barażach o utrzymanie z OFI 1925. W 2002 roku wywalczył mistrzostwo drugiej ligi, jednak w sezonie 2002/2003 z powodu kłopotów finansowych otrzymał przez Grecki Związek Piłki Nożnej karę odjęcia 65 punktów i został zdegradowany. W 2009 roku wrócił do Alpha Ethniki.

## Sukcesy
- Alpha Ethniki:

5. miejsce (2): 1976, 1978
- Beta Ethniki:

mistrzostwo (2): 1974, 1986, 2002

## Europejskie puchary
Legenda do wszystkich tabel:
- Q – runda eliminacyjna, 1/16, 1/8, 1/4, 1/2 – odpowiednia faza rozgrywek, Grupa – runda grupowa, 1r gr – pierwsza runda grupowa, 2r gr – druga runda grupowa, F – finał, R – runda, PO – play-off
- k. – rzuty karne, los. – losowanie, Dogr. – dogrywka, w. – zasada bramek strzelonych na wyjeździe

| Sezon   | Rozgrywki   | Runda | Przeciwnik | Dom | Wyjazd | Ogólnie |
| ------- | ----------- | ----- | ---------- | --- | ------ | ------- |
| 2012/13 | Liga Europy | 2Q    | Odds BK    | 3–0 | 1–3    | 4–3     |
| 2012/13 | Liga Europy | 3Q    | AZ Alkmaar | 1–2 | 0–1    | 1–3     |

## Reprezentanci kraju grający w klubie
- Andreas Bonowas
- Jorgos Donis
- Dimitrios Elefteropulos
- Jeorjos Kutulas
- Thomas Kyparissis
- Konstandinos Lumbutis
- Antonis Manikas
- Manolis Papadopulos
- Nikos Sakelaridis
- Jurkas Seitaridis
- Nikos Spyropulos
- Arben Arberi
- Adrian Barbullushi
- Arjan Bellaj
- Ledio Pano
- Foto Strakosha
- Arjan Xhumba
- Félicien Singbo
- Samir Duro
- Andreas Melanarkitis
- Njogu Demba-Nyrén
- Wachtang Chwadagiani
- Lasza Dżakobia
- Guillermo Ramírez
- Carlos Ruiz
- Guy Feutchine
- Joe Nagbe
- Włatko Gosew
- Mahamadou Sidibè
- Andy Papoulias
- Paul Adado
- Ricardo Páez
- Gilles Domoraud
- Kennedy Nagoli

## Skład na sezon 2017/2018
| Nr | Poz. | Piłkarz                    |
| -- | ---- | -------------------------- |
| 2  | OB   | Michalis Bukuwalas         |
| 3  | PO   | Andi Lila                  |
| 4  | OB   | Todoris Berios             |
| 5  | OB   | Jorgos Gogos               |
| 6  | OB   | Aleksios Michail (kapitan) |
| 7  | NA   | Ewripidis Jakos            |
| 8  | OB   | Themistoklis Tzimopoulos   |
| 9  | NA   | Pedro Conde                |
| 10 | PO   | Bruno Chalkiadakis         |
| 11 | OB   | Mite Cikarski              |
| 12 | BR   | Kostas Peristeridis        |
| 14 | NA   | Philip Hellquist           |
| 16 | BR   | Todoris Wenetikidis        |
| 17 | NA   | Karim Soltani              |
| 20 | OB   | Nikos Karanikas            |

| Nr | Poz. | Piłkarz                                     |
| -- | ---- | ------------------------------------------- |
| 21 | PO   | Iraklis Garufalias                          |
| 22 | PO   | Konstandinos Papadopulos                    |
| 23 | PO   | Lampros Zacharos                            |
| 26 | OB   | Wasilis Zogos                               |
| 27 | PO   | Jorgos Mantatis (wypożyczony z Olympiakosu) |
| 33 | PO   | Higor Vidal                                 |
| 39 | BR   | Markos Welidis                              |
| 40 | BR   | Serafeim Janikoglu                          |
| 44 | OB   | Apostolos Skondras                          |
| 55 | PO   | Enes Dolovac                                |
| 64 | NA   | Franck Betra                                |
| 77 | OB   | Aleksis Apostolopulos                       |
| 80 | PO   | Angelos Liasos                              |
| 88 | PO   | Aleksandros Nikolias                        |